# 델타 V
델타 V(영어: delta v)란 위성의 궤도를 변화시키기 위해서 필요한 속도요구량을 말한다.

## 같이 보기
- 우주선 추진
- 프로펠런트 데포
- 비추력
- 치올콥스키 로켓 방정식